# اسکار دامیانی
اسکار دامیانی (به ایتالیایی: Oscar Damiani) بازیکن فوتبال و اهل ایتالیا است 

## تیم ملی
از سال ۱۹۷۴ میلادی عضو تیم ملی فوتبال ایتالیا بوده و در ۲ بازی ملی حضور داشته‌است. او در بازی‌های ملی‌اش گلی به ثمر نرساند.
اسکار دامیانی آخرین بازی ملی خود را در سال ۱۹۷۴ میلادی انجام داد.